# Marînopil, Rozivka
Marînopil (în ucraineană Маринопіль) este un sat în comuna Proletarske din raionul Rozivka, regiunea Zaporijjea, Ucraina.

## Demografie
Componența lingvistică a localității Marînopil
     Ucraineană (86,32%)
     Rusă (11,32%)
     Română (1,65%)
     Alte limbi (0,48%)
Conform recensământului din 2001, majoritatea populației localității Marînopil era vorbitoare de ucraineană (86,32%), existând în minoritate și vorbitori de rusă (11,32%) și română (1,65%).